# 卡西利亚斯德夫洛雷斯
卡西利亚斯德夫洛雷斯，是西班牙卡斯蒂利亚-莱昂萨拉曼卡省的一个市镇。 总面积43平方公里，总人口245人（2001年），人口密度6人/平方公里。